# 노가와 유미코

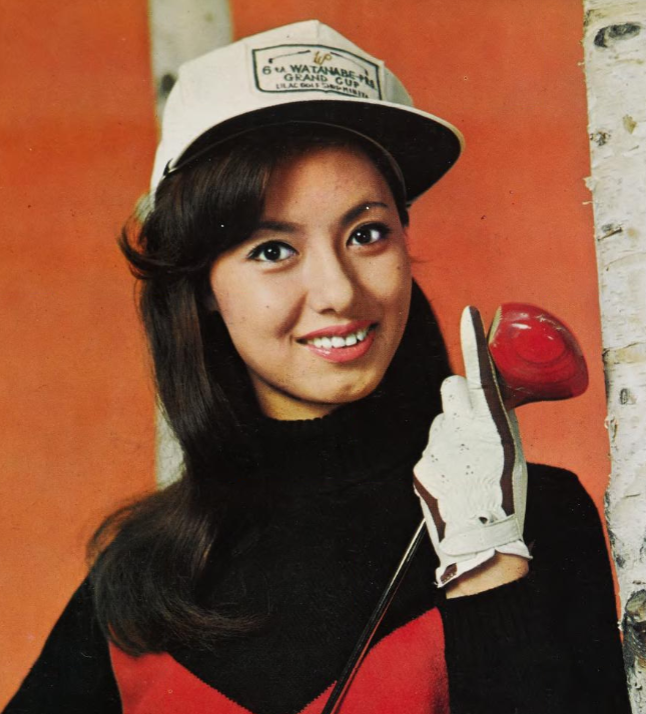

노가와 유미코(Yumiko Nogawa, 1944년 8월 30일 ~ )는 일본의 배우이다.
교토시에서 태어났다.

## 영화
- 라스트 신데렐라 (2013년) - 세츠코 역
- 스가타 산시로 (2007년)
- 하얀 거탑 (2003년) - 우카이 노리에 역
- 바다는 보고 있었다 (2002년)
- 게이샤 하우스 (1998년) - 미치코 역
- 호쿠리쿠대리전쟁 (1977년)
- 카와치 카르멘 (1966년)
- 열락 (1965년)
- 작부 이야기 (1965년)
- 육체의 문 (1964년)